# Nasz Enver
Nasz Enver (tytuł oryginalny: Enveri ynë) – albański film fabularny z roku 1985 w reżyserii Ibrahima Muçy i Kristaqa Mitro.

## Opis fabuły
Klasyka albańskiego filmu propagandowego. Rozpoczynają go obrazy żałoby narodowej po śmierci Envera Hodży i setek ludzi, stojących w kolejce aby oddać ostatni hołd zmarłemu. Młody dziennikarz otrzymuje zadanie przygotowania programu o zmarłym przywódcy albańskim. W domu towarzyszy mu łkająca żona, które ogląda kolejne filmy przypominające zmarłego i nie może przestać płakać. Dziennikarz, który początkowo swoją pracę traktował rutynowo pod wpływem rozmów z ludźmi, którzy znali Hodżę rozumie, jak wielki obowiązek na nim spoczywa.
Film zrealizowany w konwencji retrospektywy, z licznymi cytatami z filmów dokumentalnych. Tło muzyczne filmu stanowią pieśni partyzanckie i pieśni ludowe, sławiące Hodżę. Zdjęcia do filmu kręcono w Tiranie.

## Obsada
- Ndriçim Xhepa jako dziennikarz Bujar
- Marieta Ljarja jako żona Bujara
- Thimi Filipi jako kierownik produkcji
- Agim Shuke
- Dhimitër Trajçe
- Frederik Zhilla